# Helanthium bolivianum
Helanthium bolivianum és una espècie de plantes de la família de les alismatàcies. És nativa del sud de Mèxic, de l'Amèrica Central, de les Índies Occidentals i de Sud-amèrica.